# Az országút fantomja
Az országút fantomja (eredeti címe: The Hitcher) egy 1986-os amerikai horror és thriller film, melyet Robert Harmon rendezett és Eric Red írt. A főszerepben Rutger Hauer játssza a címszereplőt, egy gyilkos stoppost, aki egy fiatal autós (C. Thomas Howell) nyomában van Nyugat-Texas autópályáin. Jeffrey DeMunn és Jennifer Jason Leigh mellékszerepekben tűnik fel.
Az Egyesült Államokban 1986. február 21-én bemutatott film eredetileg gyenge kritikai és kereskedelmi fogadtatást kapott, és 7,9 millió dolláros költségvetésből mindössze 5,8 millió dolláros bevételt hozott. A későbbi években kultfilmként értékelték újra, Mark Isham filmzenéje és Hauer színészi játéka klasszikus lett, Magyarországon pedig a VHS-korszak egyik meghatározó darabjának számított. A filmet egy 2003-as folytatás, a The Hitcher II: I've Been Waiting követte, amelyben Howell újra eljátszotta szerepét, majd egy 2007-es remake, az Országúti ámokfutó.

## A film cselekménye
|  | Alább a cselekmény részletei következnek! |

Jim Halsey, egy fiatal férfi, aki egy autót szállít Chicagóból San Diegóba, meglát egy stoppost a nyugat-texasi sivatagban, és felveszi. A stoppost, aki John Rydernek nevezi magát, rákényszeríti Jimet, hogy nyomja le a gázpedált, amikor elhaladnak egy lerobbant autó mellett. Ryder kijelenti, hogy megölte és feldarabolta a sofőrt, és ugyanezt szándékozik tenni Jimmel is, és egy rugós késsel fenyegeti meg. Rettegve Jim megkérdezi Rydertől, mit akar. Az így válaszol: „Azt akarom, hogy állíts meg.” Amikor Jim rájön, hogy Ryder biztonsági öve nincs becsatolva, és az utasoldali ajtó résnyire nyitva van, kilöki Rydert a mozgó autóból.
Ettől megkönnyebbülten Jim folytatja útját. Amikor meglátja Rydert egy családi autó hátsó ülésén, Jim megpróbálja figyelmeztetni az utasokat, de kisebb balesetet szenved. Ezután meglátja a család véres autóját, és hányni kezd. A stoppos sarokba szorítja Jimet, de csak odadobja neki az autójának kulcsait. Ryder egy teherautó-sofőrrel távozik, és majdnem elgázolja a fiút a teherautóval, amely egy benzinkút szivattyúiba csapódik. Amikor Jim elmenekül, Ryder felrobbantja a benzinkutat.
Egy út menti étteremben Jim találkozik Nash-sel, egy pincérnővel, aki ebédet főz neki, míg ő felhívja a rendőrséget. A sült krumpli között egy levágott ujjat talál, ami Ryder közelségét jelzi. A rendőrség megérkezik és letartóztatja Jimet, akit Ryder gyilkosságokkal vádol. Bár a rendőrség kételkedik a bűnösségében, a protokoll szerint egy éjszakára bezárják. Jim felébred, és azt látja, hogy a cella ajtaja nyitva van, a rendőröket pedig meggyilkolták. Pánikba esik és egy revolverrel felfegyverkezve elmenekül. Egy benzinkútnál meglát két rendőrt, túszul ejti őket, és az egyiket kényszeríti, hogy vezessen. Jim rádión beszél Esteridge kapitánnyal, a hajtóvadászatért felelős tisztel. Amikor Esteridge meggyőzi Jimet, hogy adja meg magát, Ryder mellé áll, és megöli a két rendőrt.
A járőrkocsi balesetet szenved, és Ryder ismét eltűnik. Miután rövid ideig öngyilkosságon gondolkodik, Jim eljut egy kávézóba, ahol Ryder szembesíti őt. Rámutat, hogy Jim revolvere nincs megtöltve. Ryder hagy neki néhány golyót, majd távozik. Jim felszáll egy buszra, ahol találkozik Nash-sel, és elmagyarázza neki a helyzetét. Miután egy rendőrautó megállítja a buszt, Jim megadja magát. A dühös rendőrök azzal vádolják, hogy megölte kollégáikat, és meg akarják ölni. Nash megjelenik Jim revolverével, lefegyverzi a rendőröket, és Jimmel együtt elmenekül a járőrkocsival. Amikor a rendőrség üldözőbe veszi őket, Ryder csatlakozik az üldözéshez, és megöli a rendőröket azzal, hogy hatalmas autóbalesetet okoz, és lelő egy rendőrségi helikoptert.
Jim és Nash elhagyják a sérült járőrkocsit, és elindulnak egy motelbe. Amíg Jim zuhanyozik, Ryder elrabolja Nasht, aki ezt észrevéve a nő keresésére indul. Esteridge kapitány rátalál Jimre, és felkéri, hogy tárgyaljon Ryderrel, aki egy nagy Mack teherautó volánja mögött ül. Ryder megkötözte Nasht és egy teherautó és pótkocsi vonóhorogja közé zárta, és azzal fenyegetőzik, hogy széttépi. Esteridge elmondja Jimnek, hogy emberei nem lőhetnek Ryderre, mert akkor a lába lecsúszna a kuplungról, és a teherautó elindulna. Jim emiatt beül a fülkébe Ryder mellé, aki revolvert ad neki, és azt mondja, lőjön, de Jim nem képes rá. Ryder csalódottan elengedi a kuplungot, és Nash meghal.

Rydert őrizetbe veszik. Esteridge elviszi Jimet, de Jim, aki úgy gondolja, hogy a rendőrség nem tudja Rydert sikeresen fogvatartani, elveszi Esteridge revolverét és autóját, hogy azzal üldözze Ryder börtönbuszát. Ryder ezalatt megöli a buszon lévőket, és az ütközésekor keresztülugrik Jim szélvédőjén. Ő ekkor hirtelen lefékez, Ryder pedig a szélvédőn keresztül az útra zuhan. A stoppos kezében a shotgunjával elkezdi szétlőni a lefulladt kocsit. Amikor az hirtelen ismét beindul, felszólítja a fiút hogy gázolja el, amit ő meg is tesz. Amikor kiszáll az autójából, hogy megnézze Ryder holttestét, Ryder felugrik, de Jim többször rálő egy puskával, megölve őt. Jim kábultan támaszkodik Esteridge szétlőtt autójára, és rágyújt egy cigarettára, miközben a sivatagban lemegy a nap.
|  | Itt a vége a cselekmény részletezésének! |

## Szereplők
- Rutger Hauer–John Ryder
- C. Thomas Howell – Jim Halsey
- Jennifer Jason Leigh – Nash
- Jeffrey DeMunn – Captain Esteridge
- John M. Jackson – Sergeant Starr
- Billy Greenbush – Trooper Donner
- Jack Thibeau – Trooper Prestone
- Armin Shimerman – Interrogation Sergeant
- Gene Davis – Trooper Dodge
- Jon Van Ness – Trooper Hapscomb
- Henry Darrow – Trooper Hancock
- Tony Epper – Trooper Conners
- Tom Spratley – Proprietor[3]

## Fordítás
- Ez a szócikk részben vagy egészben  a   The Hitcher (1986 film) című angol Wikipédia-szócikk ezen változatának fordításán alapul.  Az eredeti cikk szerkesztőit annak laptörténete sorolja fel. Ez a jelzés csupán a megfogalmazás eredetét és a szerzői jogokat jelzi, nem szolgál a cikkben szereplő információk forrásmegjelöléseként.